# Nation of Domination
Nation of Domination fue un stable heel de lucha libre profesional en la World Wrestling Federation. Durante su estancia en la WWF, sus miembros The Rock y D'Lo Brown ganaron los campeonatos Intercontinental y el Europeo. El grupo comenzó en 1996 en United States Wrestling Association, siendo trasladado a la World Wrestling Federation en 1997, donde consiguió mayor fama. Oficialmente desbandado en 1998, algunas alianzas entre sus miembros pervivieron hasta 2000, donde desapareció totalmente.
Su gimmick inicial fue el de una banda de afroamericanos militantes contra el racismo, aunque bajo el liderato de The Rock el grupo adoptó una imagen más carismática y vistosa.

## Historia

### United States Wrestling Association (1996)
La encarnación original de Nation of Domination se formó en 1996 en la United States Wrestling Association. El grupo fue liderado por PG-13 (una pareja conformada por J.C. Ice y Wolfie D). El grupo también consistía de Kareem Olajuwon, Sir Mohammad, Elijah, Brakkus, Shaquille Ali, Randy X, y Queen Moisha. Este grupo nunca logró nada en la USWA, pero vieron mejor éxito en la World Wrestling Federation.

### World Wrestling Federation (1996-1999)

#### Primera encarnación de NOD (1996–1997)
La más conocida encarnación de Nation of Domination fue el grupo de heels en la WWF formado cuando Faarooq se unió junto a Clarence Mason. Ambos eran acompañados por tres actores no identificados, Albert Armstrong, Charles Hines y Richard Beach, quienes representarian a otros miembros de the Nation. El grupo fue basado vagamente en la Nación del Islam (con sus integrantes adoptando nombres islámicos y llevando sombreros islámicos) y el Partido Pantera Negra. El extremismo de la temática pro-negro a veces incluyendo el saludo del stable y las furiosas quejas de Faarooq en el micrófono obtuvo fuertes reacciones de abucheo en las arenas. Muchos luchadores se unieron al grupo con el paso del tiempo incluyendo a PG-13 (J.C. Ice y Wolfie D), Crush, D'Lo Brown, y Savio Vega. Su primera rivalidad fue con Ahmed Johnson, quién tenía una rivalidad con Farooq desde SummerSlam. En Royal Rumble, los miembros de Nation asistieron a Faarooq en su lucha contra Johnson. Faarooq perdió por descalificación después de que Crush interfiriera en su lucha y atacara a Johnson.
Faarooq, Crush y Vega eran miembros de Nation of Domination quienes luchaban mientras otros los apoyaban durante sus luchaban. Estos tres hombres hacían equipo en luchas en parejas de seis hombres como en In Your House 13: Final Four contra Bart Gunn, Goldust y Flash Funk y más notablemente en Wrestlemania 13 contra Legion of Doom (Hawk & Animal) y Ahmed Johnson. En A Cold Day In Hell, Nation se enfrentó a Johnson en una lucha en desventaja. Johnson derrotó a Crush y a Vega en Gauntlet antes de perder contra Faarooq.
Esta versión del grupo siguió intacta hasta que Faarooq se molestó con ellos y los despidió a todos con la excepción de Brown, después de la derrota de Faarooq contra Undertaker en King of the Ring, donde Faarooq perdió al distraerse con una discusión que Crush y Vega tenían.

#### Supremacia negra y la guerra entre pandillas (1997-1998)
En el episodio del 16 de junio de Raw Is War, Faarooq prometió que el podría traer una versión "Más grande, más mala, mejor y más negra" de Nation, tras "despedir" a Crush, Mason, y a Savio Vega, reteniendo sólo a Brown. Esto llevó a la inducción de Kama Mustafa y Ahmed Johnson en el grupo después de que Johnson traicionara al entonces Campeón de la WWF, Undertaker durante una lucha en parejas contra Faarooq y Kama. Johnson sería expulsado del grupo por lesiones y fue reemplazado por Rocky Maivia. Mientras tanto, los exintegrantes de Nation, Vega y Crush formaron sus propias facciones rivales, Los Boricuas (compuesto en su totalidad de luchadores puertorriqueños) y The Disciples of Apocalypse (compuesto en su totalidad de luchadores motociclistas) respectivamente. Esto llegaría a una "guerra de pandillas" al estilo de la WWF.
En los meses siguientes, Nation tuvo una rivalidad con Los Boricuas y Disciples of Apocalypse. Este feudo terminó en una triple amenaza entre Faarooq, Vega, y Crush, quienes eran líderes de sus respectivas facciones en Ground Zero, donde Vega ganó. Ellos reiniciarion su feudo contra Legion of Doom, a quienes Nation derrotó en Badd Blood: In Your House en una lucha en desventaja de 3 contra 2. Como parte su transición a heel, Rocky Maivia acortó y cambió su nombre a The Rock. Alrededor de esta época, Ahmed Johnson reinició el feudo que tenía con Nation y se alió con Legion of Doom y Ken Shamrock. Esto llevó a una lucha en Survivor Series, el cual Nation perdió contra Legion of Doom, Johnson, y Shamrock. En D-Generation X: In Your House, The Rock tuvo una oportunidad por el Campeonato Intercontinental contra Stone Cold Steve Austin. En los últimos minutos de la lucha, Austin realizó una Stone Cold Stunenr al árbitro. Un segundo árbitro llegó para cobrar el conteo de tres para Austin, aunque el primer árbitro buscaba descalificar a Austin.
Como resultado de esta controversia, Austin fue obligado a defender su título contra The Rock a la noche siguiente en Raw Is War. Rock fue premiado el Campeonato Intercontinental, no obstante, luego de que Austin le entregara el título en lugar de defenderlo en una revancha, aplicándole una Stunner a the Rock y se llevó el cinturón poco después. Austin apareció a la semana siguiente en Raw is War, insultando a the Rock y eventualmente arrojando el Campeonato Intercontinental a un río desde un puente. Ken Shamrock, quién ya era un enemigo de Nation empezó a tener un feudo contra the Rock por el Campeonato Intercontinental. En el episodio de Raw Is War del 12 de enero de 1998, Mark Henry se unió a Nation, atacando a Shamrock durante una lucha en parejas contra The Rock & D'Lo Brown.

#### Liderazgo de The Rock (1998)

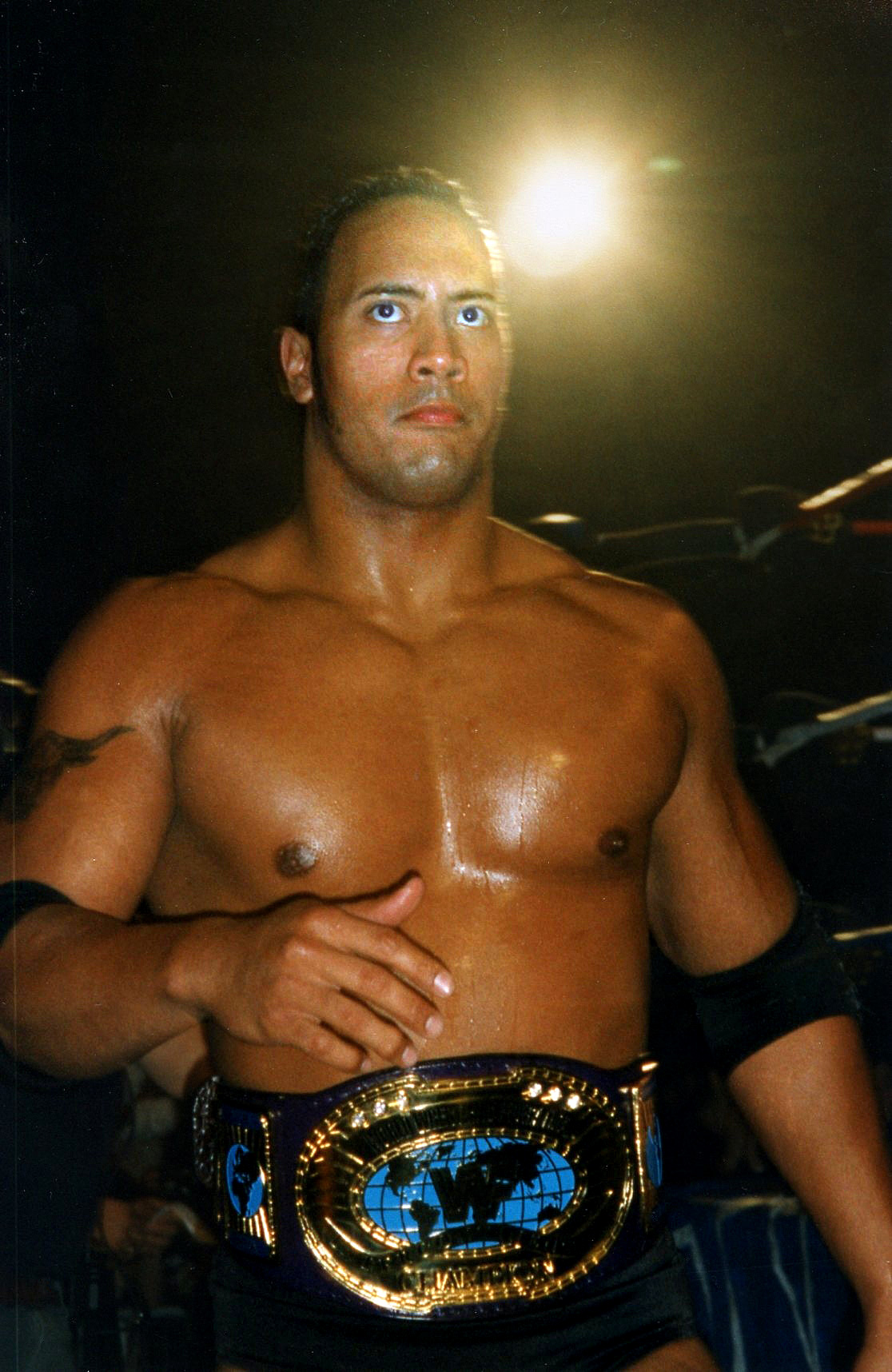
The Rock como Campeón Intercontinental de la WWF durante su estancia en Nation of Domination.

En el episodio de Raw Is War del 30 de marzo de 1998, la noche después de Wrestlemania XIV, The Rock usurpó la posición de Faarooq como líder de Nation, al punto de que el grupo permanentemente dejaría el "of Domination" de su nombre y se alejaría de su foco militante. Debido a esto, el gimmick de The Rock se esparció por todo el grupo con sus integrantes transformándose en personajes más modernos, siendo notable la transformación de Kama Mustafa en The Godfather, la forma de caminar y la costumbre de agitar la cabeza de D'Lo Brown, y una versión moderna del tema de entrada del grupo, el cual se volvería asociado con el personaje de The Rock y sería remezclado una y otra vez durante los años que vendrían para volverse su tema actual. El foco prioritario de Nation era ahora asegurarse que The Rock retuviera su título Intercontinental "por todos los medios que fuesen necesarios". Principalmente, tuvieron un feudo con Faarooq, quién había sido expulsado del stable. En Mayhem in Manchester, The Rock y D'Lo Brown perdieron contra Ken Shamrock y Owen Hart. En Unforgiven: In Your House, The Nation perdió contra Shamrock, Faarooq y Steve Blackman en una lucha en parejas de seis hombres. En el episodio de Raw Is War del 27 de abril, The Rock y Mark Henry se enfrentaron a Shamrock y Hart en una lucha en la cual Hart traicionó a Shamrock y se unió a The Nation.

El grupo empezó una rivalidad posteriormente con D-Generation X (DX), durante en el cual ocurrieron la infame parodia que DX realizó en la que ellos parodiaban a los integrantes de Nation; Rock continuamente humillando a Chyna aludiendo a un posible encuentro romántico entre los dos mientras los miembros de DX eran retenidos en el casillero con una máquina elevadora; una pelea callejera entre los dos grupos que terminó con Triple H siendo, en particular, vapuleando por el resto del grupo y siendo golpeado con una escalera después de que Southern Justice interfiriera en la lucha en favor de The Nation; la lucha de escaleras por el Campeonato Intercontinental entre los dos en SummerSlam; y X-Pac y Brown perdiendo y ganando una y otra vez el Campeonato Europeo. The Nation y DX también lucharon en una lucha en parejas de seis hombres en Over the Edge: In Your House, la cual Nation ganó.

#### El fin de Nation (1999)
Hacia el fin del año, el grupo mostró signos de disensión ya que los manerismos de The Rock empezaron a captar la atención de los fanes. Esto haría que The Rock se volviera face. Hart dejó el grupo cuando "lesionó" a Dan Severn después de un movimiento mal realizado en el episodio de Raw Is War después de Breakdown. El incidente hacía referencia a que Hart lesionó legítimamente a Stone Cold Steve Austin utilizando el movimiento el año anterior. La culpa de la lesión a Severn llevó a Hart a "retirarse", pero luego resurgió como Blue Blazer, efectivamente acabando con su afiliación con the Nation. The Godfather se volvería un favorito de los fanáticos, trayendo con él su séquito de prostitutas al ring antes de cualquier lucha. Rock sería posteriormente asaltado por Brown y Henry en octubre de 1998 el cual últimadamente sería el fin de Nation como grupo. Tras expulsar a Godfather fuera del grupo en el episodio de Sunday Night Heat antes de Judgement Day: In Your House, Brown y Henry brevemente utilizarían el nombre de Nation, un video de entrada modificado y tema hasta deshacerse de todos eso elementos al final del año y seguirían en la división en parejas sin el nombre de Nation.

## En lucha
- Movimientos finales
  - Snap scoop slam de Henry seguido de Lo Down (Strecht out frog splash) de D'Lo[10]

- Movimientos de firma
  - Double back elbow después de un double Irish whip contra las cuerdas[11]
  - Gorilla press drop de Henry sobre la rodilla de Faarooq[12]
  - Wishbone con burlas[13]

- Managers
  - Clarence Mason[1]
  - Varias hos, normalmente acompañando a The Godfather
  - Pretty Mean Sisters (Terri & Jacqueline)[14]
  - Ivory

## Campeonatos y logros
- World Wrestling Federation
  - WWE Intercontinental Championship - The Rock (1 vez)
  - WWE European Championship - D'Lo Brown (2 veces)